# Jay Parini
Jay Parini (Pittston, 1948) is een Amerikaans schrijver, dichter en essayist.

## Leven en werk
Parini groeide op in Pennsylvania en studeerde geschiedenis en Engelse letterkunde aan het Lafayette College en de Universiteit van St Andrews. Later doceerde hij Engels en creatief schrijven aan Dartmouth College en Middlebury College.
Parini schreef dichtbundels, romans en biografieën van Robert Frost, William Faulkner en John Steinbeck. Hij publiceert regelmatig in onder meer The New Yorker.
Parini verwierf internationaal bekendheid met zijn historische roman The Last Station (1990, Nederlands: Het laatste station, vertaling Aukelien Weverling en Bart Kraamer, 2007). Daarin belicht hij het laatste jaar van de Russische schrijver Lev Tolstoj (1910) vanuit het perspectief van verschillende personen uit Tolstojs omgeving (Tolstoj zelf, zijn vrouw Sofia Tolstaja, zijn dochter Sasja zijn secretaris Valentin Boelgakov, zijn volgeling Vladimir Tsjertkov en anderen), gebaseerd op diverse dagboeken en brieven van de betrokkenen. Het boek werd in 2009 verfilmd door Michael Hoffman, onder de titel The Last Station, met het oog op het ‘Tolstoj-jaar’ 2010.